# Blueshirts
Blueshirts (în română Cămășile albastre) este o mișcare irlandeză naționalistă care s-a alăturat Războiului Civil Spaniol. În pofida declarațiilor guvernului irlandez că participarea la război este ilegală, aproximativ 250 de irlandezi au luptat pentru republicani și aproximativ 700 din adepții lui Eoin O'Duffy („Cămășile albastre”) au mers în Spania pentru a lupta de partea lui Franco.
Totuși, la sosirea în Spania, contingentul de irlandezi al lui O'Duffy a refuzat să lupte contra bascilor de partea lui Franco, văzând asemănări între lupta lor recentă și aspirațiile bascilor pentru independență. Ei considerau că rolul lor principal în Spania era cel de a lupta împotriva comunismului, în apărarea catolicismului. Oamenii lui Eoin O'Duffy nu au apucat să lupte prea mult în Spania și au fost trimiși acasă de Franco după ce s-a tras accidental asupra lor de către trupele naționaliste.